# Liste der Bodendenkmale in Freyburg (Unstrut)
In der Liste der Bodendenkmale in Freyburg (Unstrut) sind alle Bodendenkmale der Stadt Freyburg (Unstrut) und ihrer Ortsteile aufgelistet. Grundlage ist die Veröffentlichung der Landesdenkmalliste mit Stand vom 25. Februar 2016. Die Baudenkmale sind in der Liste der Kulturdenkmale in Freyburg (Unstrut) aufgeführt.
| Denkmal-ID | Fundart             | Ortsteil    | Bezeichnung                                           | Zeitstellung | Lage                                                                               | Bemerkungen | Bild |  |
| ---------- | ------------------- | ----------- | ----------------------------------------------------- | ------------ | ---------------------------------------------------------------------------------- | --- | ---- |  |
| 428300260  | Grabmal > Grabhügel | Freyburg    | drei Hügelgräber                                      | Neolithikum  | 1,0 km nördlich vom Ort (Lage)                                                     | |      |  |
| 428300257  | Grabmal > Grabhügel | Freyburg    | zwei Hügelgräber                                      | Neolithikum  | 2,8 km nördlich vom Ort (Lage)                                                     | |      |  |
| 428300258  | Grabmal > Grabhügel | Freyburg    | Grabhügel                                             | Neolithikum  | 2,5 km nordwestlich vom Ort (Lage)                                                 | |      |  |
| 428300259  | Grabmal > Grabhügel | Freyburg    | 25 Hügelgräber (in zwei Gruppen 14+11)                | Neolithikum  | 2,3 km östlich vom Ort (Lage) (Lage)                                               | Die Grabhügel 2 und 3 sind identisch mit 4283 00179 |      |  |
| ?          | Grabmal > Grabhügel | Freyburg    | 4 Hügelgräber                                         | Neolithikum  | 2 km östlich vom Ort (Lage)                                                        | in unmittelbarer Nähe zu 25er-Gruppe |      |  |
| ?          | Grabmal > Grabhügel | Freyburg    | 6 Hügelgräber                                         | Neolithikum  | 2,9 km östlich vom Ort (Lage)                                                      | in unmittelbarer Nähe zu 25er-Gruppe |      |  |
| 428300650  | Grabmal > Grabhügel | Freyburg    | Grabhügel                                             | Neolithikum  | Südostrand der ‚Neuen Göhle‘, über der B176 und L163, oberhalb eines Weinberges () | gut erhaltener Grabhügel, mit Bäumen bestanden |      |  |
| 428300648  | Grabmal > Grabhügel | Freyburg    | Grabhügel (in zwei Gruppen 2+4)                       | undatiert    | südöstlich auf einer Höhe (Lage) (Lage)                                            | |      |  |
| 428300261  | Befestigung > Burg  | Freyburg    | Spornburg „Neuenburg“, (Schloss Neuenburg (Freyburg)) | Mittelalter  | 0,3 km südöstlich vom Ort (Lage)                                                   | Erhaltene romanische Gebäude, Doppelkapelle, Wohnturm, Bergfried |      |  |
| 428300347  | Befestigung > Burg  | Freyburg    | abgegangene Spornburg „Haldeck“                       | Mittelalter  | 0,2 km östlich vom Ort (Lage)                                                      | Bergsporn nicht begehbar – Privatgrundstück, Sporn mit Bruchsteinmauer verkleidet |      |  |
| 428301114  | Befestigung         | Freyburg    | Stadtmauer                                            | undatiert    | Altstadtring ()                                                                    | Stadtmauerreste mit Bastionen |      |  |
| 428300649  | Befestigung         | Freyburg    |                                                       | Mittelalter  | nördlich der Stadt (Lage)                                                          | hohlwegeartige Wegeführung durch ehemaligen Stadtgraben |      |  |
| 428300669  | Grabmal > Grabhügel | Nißmitz     | Grabhügel, fünf Hügelgräber „Große Probstei“          | undatiert    | 1,1–1,2 km südwestlich von Nissmitz im Waldstück „Große Probstei“ ()               | |      |  |
| 428300662  |                     | Nißmitz     | Weinbergshütte                                        | undatiert    | 1,1 km südwestlich von Nissmitz ()                                                 | Weinberghütte, stark zerfallen |      |  |
| 428300708  | Wüstung             | Pödelist    | Schloss „Friedenthal“ – ehemaliges Barockschloss      | Neuzeit      | in der „Alten Göhle“ (Lage)                                                        | |      |  |
| ?          | Grabmal > Grabhügel | Pödelist    | 4 Grabhügel                                           |              | nördlich des Ortes (Lage)                                                          | |      |  |
| ?          |                     | Pödelist    | Bodendenkmal, Grabhügel?                              |              | 600 m nördlich des Ortes (Lage)                                                    | |      |  |
| ?          |                     | Pödelist    | Bodendenkmal, Grabhügel?                              |              | 700 m nördlich des Ortes (Lage)                                                    | |      |  |
| ?          |                     | Pödelist    | Bodendenkmal, Grabhügel?                              |              | 800 m nördlich des Ortes (Lage)                                                    | |      |  |
| 428300688  | besonderer Stein    | Schleberoda | Bauernstein, Steintisch                               | undatiert    | auf dem Dorfplatz unter Linde (Lage)                                               | Maße der Platte ca. 90 × 108 × 17 cm, mit zentraler Mulde |      |  |
| ?          | Befestigung > Burg  | Schleberoda | Burghügel in der Alten Göhle                          | undatiert    | ehemaliges Bodendenkmal (Lage)                                                     | |      |  |
| 428300245  | Befestigung > Burg  | Zscheiplitz | Burghügel, Motte                                      | Mittelalter  | 0,9 km westlich vom Ort (Lage)                                                     | angegrabener Hügel, Reste eines umlaufenden Grabens erkennbar, in der Angrabung sind deutliche Mauerwerksstrukturen sichtbar, behauene Kalksteine – daher wohl kein Grabhügel, sondern Burghügel/Motte |      |  |
| ?          | Befestigung > Burg  | Zscheiplitz | Grabhügelreste                                        |              | 1,5 km westlich vom Ort (Lage)                                                     | |      |  |